# Đường sắt ở Tajikistan

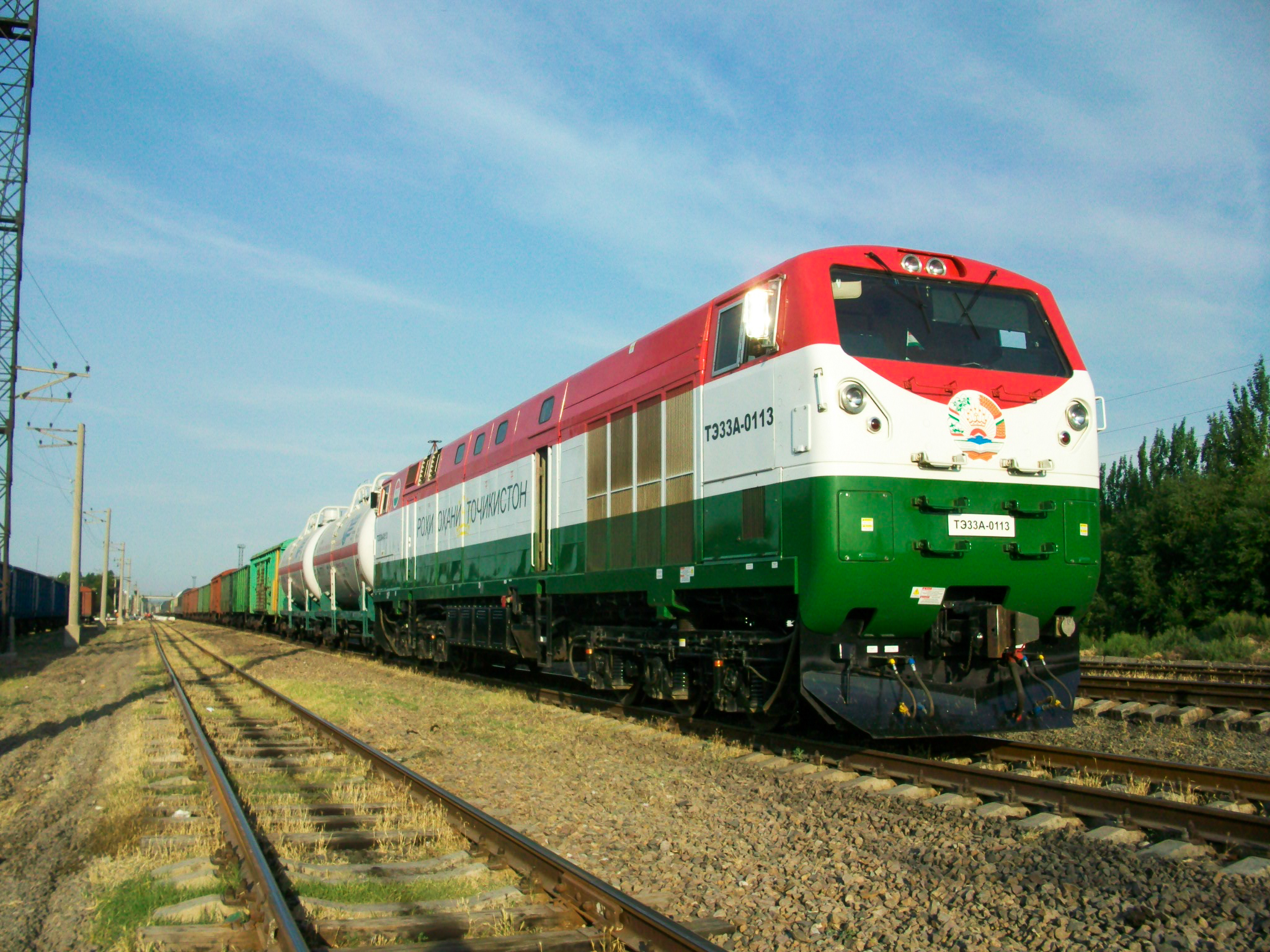
Một đoàn tàu hàng ở Tajikistan với đầu máy TE33A

Đường sắt ở Tajikistan còn khá hạn chế, tổng chiều dài đường sắt ở Tajikistan là 680 km và đều sử dụng đường sắt đơn, chúng đều là những tuyến đường sắt không được điện khí hóa. Tất cả các đường sắt được sử dụng khổ ray 1,520 mm. Mạng lưới đường sắt ở Tajikistan nối các trung tâm đô thị lớn ở phía Tây Tajikistan đến các điểm ở nước láng giềng Uzbekistan. Vào năm 1999, có thêm tuyến đường sắt mới nối những thành phố phía Nam của Bokhtar và Kulob. Năm 2016, có thêm một tuyến đường sắt khác nối cả hai thành phố trên đến thủ đô Dushanbe của Tajikistan, theo đó, tuyến này nối giữa miền Nam và vùng trung tâm với nhau. Tuy vậy, khu vực phía Bắc xung quanh Khujand vẫn bị chia cắt về mặt địa lý với mạng lưới đường sắt chính của Tajikistan, chỉ có thể đến các tuyến chính thông qua đường sắt ở Uzbekistan. Đến năm 2017, các dịch vụ tàu khách vẫn còn hạn chế với trên các tuyến đường sắt từ Dushanbe và Khujand đến Moscow, mỗi tuần chỉ có một chuyến tàu từ Dushanbe đến Khujand (thông qua đường sắt ở Uzbekistan) cũng như tuyến đường sắt địa phương từ Dushanbe đến Pakhtaabad (hàng ngày) và đến Kulyob/Shahrtuz (hai lần một tuần).
Đường sắt ở Tajikistan đều được quản lý bởi Công ty Đường sắt Tajikistan (Rochi Ohani Tojikiston). Địa chỉ website của công ty là: https://www.railway.tj/.

## Trở ngại
Việc đi tàu hỏa qua Tajikistan sẽ gặp trở ngại, khó khăn vì Công ty Đường sắt Tajikistan không thanh toán các thuế quá cảnh và các vấn đề an toàn khác.

## Hiện đại hóa
Theo một thỏa thuận gần đây giữa các nguyên thủ quốc gia của Pakistan, Tajikistan; Afghanistan rằng sẽ hiện đại hóa hệ thống đường sắt tại Tajikistan để thuận tiện hơn cho việc giao thương giữa các nước tại Trung Á.

## Bản đồ

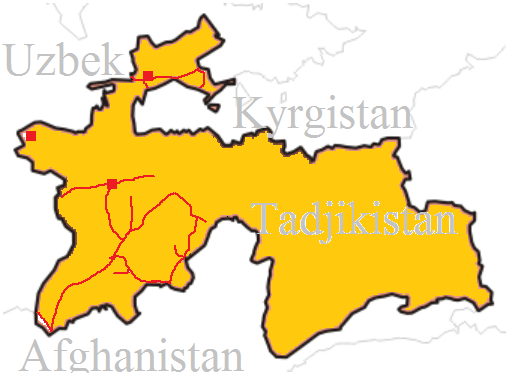
Bản đồ đường sắt ở Tajikistan